# Namai ba rahis gomhor
Namai ba rahis gomhor é um filme de drama afegão de 2017 dirigido e escrito por Roya Sadat. Foi selecionado como representante de seu país ao Oscar de melhor filme estrangeiro em 2018.

## Elenco
- Leena Alam - Soraya
- Aziz Deldar - Behzad